# Pezizella discreta
Pezizella discreta är en lavart som först beskrevs av Petter Adolf Karsten, och fick sitt nu gällande namn av Dennis 1956. Pezizella discreta ingår i släktet Pezizella och familjen Hyaloscyphaceae.   Inga underarter finns listade i Catalogue of Life.